# Rosenbergia vetusta
Rosenbergia vetusta là một loài bọ cánh cứng trong họ Cerambycidae.